# Agathidium cheneyi
Agathidium cheneyi  (лат.) — вид жуков семейства лейодиды (Leiodidae).

## Распространение
Мексика: Chiapas, Yerbabuena Preserve, 2.1 km NW Pueblo Nuevo, Solistahuacan.

## Общие сведения
Мелкие жуки (3,26 мм). Голова, пронотум и надкрылья красные, конечности желто-бурые.

## Этимология
Энтомологи Келли Миллер (Kelly Miller) и Квентин Уилер (Quentin Wheeler) в 2005 году назвали этот вид в честь действующего тогда Вице-президента США Дика Чейни.